# Pristimantis hybotragus
Pristimantis hybotragus är en groddjursart som först beskrevs av Lynch 1992.  Pristimantis hybotragus ingår i släktet Pristimantis och familjen Strabomantidae. IUCN kategoriserar arten globalt som sårbar. Inga underarter finns listade i Catalogue of Life.